# Wrexham (circonscription du Parlement britannique)
Pour les articles homonymes, voir Wrexham (homonymie).
Circonscription parlementaire de la Chambre des communes
Wrexham est une circonscription électorale britannique située au pays de Galles.

## Définition légale
La définition des limites de la circonscription de Wrexham évolue au fil du temps.
- 1983-1997 : les wards 1 à 12, 23 à 25 et 28 à 36 du borough de Wrexham Maelor[1].
- 1997-2010 : les wards d'Acton, Borras Park (en), Caia Park, Garden Village (en), Gresford East and West, Grosvenor, Gwersyllt East and South, Gwersyllt North, Gwersyllt West, Holt, Little Acton, Llay, Maesydre, Marford and Hoseley (en), Offa East, Offa West, Queensway, Rhosnesni (en), Rossett, Stansty (en) et Whitegate[2].
- 2010-2024 : les wards d'Acton, Borras Park, Brynyffynnon, Cartrefle, Erddig, Garden Village, Gresford East and West, Grosvenor, Gwersyllt East and South, Gwersyllt North, Gwersyllt West, Hermitage, Holt, Little Acton, Llay, Maesydre, Marford and Hoseley, Offa, Queensway, Rhosnesni, Rossett, Smithfield, Stansty, Whitegate et Wynnstay[3].
- Depuis 2024 : les wards d'Acton, Borras Park, Bronington, Brymbo, Bryn Cefn, Brynyffynnon, Cartrefle, Coedpoeth, Erddig, Garden Village, Gresford East and West, Grosvenor, Gwenfro, Gwersyllt East and South, Gwersyllt North, Gwersyllt West, Hermitage, Holt, Little Acton, Llay, Maesydre, Marchwiel, Marford and Hoseley, Minera, New Broughton (en), Offa, Overton, Queensway, Rhosesni, Rossett, Smithfield, Stansty, Whitegate et Wynnstay[4].

Limites de la circonscription jusqu'en 2024.
Limites de la circonscription depuis 2024.

## Députés
| Élection  | Député                        | Parti | Parti                  |
| --------- | ----------------------------- | ----- | ---------------------- |
| 1918      | Robert Thomas (en)            |       | Parti libéral          |
| 1922      | Robert Richards               |       | Parti travailliste     |
| 1924      | Christmas Price Williams (en) |       | Parti libéral          |
| 1929      | Robert Richards               |       | Parti travailliste     |
| 1931      | Aled Roberts (en)             |       | Parti libéral          |
| 1935      | Robert Richards               |       | Parti travailliste     |
| 1955 (en) | Idwal Jones (en)              |       | Parti travailliste     |
| 1970      | Tom Ellis (en)                |       | Parti travailliste     |
| 1981      | Tom Ellis (en)                |       | Parti social-démocrate |
| 1983      | John Marek (en)               |       | Parti travailliste     |
| 2001      | Ian Lucas                     |       | Parti travailliste     |
| 2019      | Sarah Atherton                |       | Parti conservateur     |
| 2024      | Andrew Ranger                 |       | Parti travailliste     |

## Résultats électoraux

### Années 1910
| Parti         | Parti                               | Candidat           | Vote   | Vote   | Vote |
| Parti         | Parti                               | Candidat           | Voix   | %      | ±    |
| ------------- | ----------------------------------- | ------------------ | ------ | ------ | ---- |
|               | Parti libéral (coalition)           | Robert Thomas (en) | 20 874 | 76,3   | —    |
|               | Parti travailliste                  | Hugh Hughes (en)   | 6 500  | 23,7   | —    |
| Majorité      | Majorité                            | Majorité           | 14 374 | 52,6   | —    |
| Inscrits      | Inscrits                            | Inscrits           | 39 259 | 100,00 |      |
| Participation | Participation                       | Participation      | 27 374 | 69,7   |      |
|               | Le Parti libéral remporte le siège. |                    |        |        |      |

### Années 1920
| Parti         | Parti                                                           | Candidat         | Vote   | Vote   | Vote |
| Parti         | Parti                                                           | Candidat         | Voix   | %      | ±    |
| ------------- | --------------------------------------------------------------- | ---------------- | ------ | ------ | ---- |
|               | Parti travailliste                                              | Robert Richards  | 11 940 | 35,8   | 12,1 |
|               | Parti national-libéral                                          | E. R. Davies     | 10 842 | 32,6   | 43,7 |
|               | Parti unioniste                                                 | R. C. G. Roberts | 10 508 | 31,6   | —    |
| Majorité      | Majorité                                                        | Majorité         | 1 098  | 3,2    | 49,4 |
| Inscrits      | Inscrits                                                        | Inscrits         | 39 446 | 100,00 |      |
| Participation | Participation                                                   | Participation    | 33 290 | 84,4   | 14,7 |
|               | Le Parti libéral perd le siège au profit du Parti travailliste. |                  |        |        |      |

| Parti         | Parti                                    | Candidat                | Vote   | Vote   | Vote |
| Parti         | Parti                                    | Candidat                | Voix   | %      | ±    |
| ------------- | ---------------------------------------- | ----------------------- | ------ | ------ | ---- |
|               | Parti travailliste                       | Robert Richards         | 12 918 | 39,0   | 3,2  |
|               | Parti libéral                            | Horace Alexander Morgan | 11 037 | 33,4   | 0,8  |
|               | Parti unioniste                          | Edmund Fleming Bushby   | 9 131  | 27,6   | 4    |
| Majorité      | Majorité                                 | Majorité                | 1 881  | 5,6    | 2,4  |
| Inscrits      | Inscrits                                 | Inscrits                | 40 789 | 100,00 |      |
| Participation | Participation                            | Participation           | 33 086 | 81,1   | 3,3  |
|               | Le Parti travailliste conserve le siège. |                         |        |        |      |

| Parti         | Parti                                                           | Candidat                      | Vote   | Vote   | Vote |
| Parti         | Parti                                                           | Candidat                      | Voix   | %      | ±    |
| ------------- | --------------------------------------------------------------- | ----------------------------- | ------ | ------ | ---- |
|               | Parti libéral                                                   | Christmas Price Williams (en) | 19 154 | 55,6   | 22,2 |
|               | Parti travailliste                                              | Robert Richards               | 15 291 | 44,4   | 5,4  |
| Majorité      | Majorité                                                        | Majorité                      | 3 863  | 11,2   | 5,6  |
| Inscrits      | Inscrits                                                        | Inscrits                      | 41 686 | 100,00 |      |
| Participation | Participation                                                   | Participation                 | 35 445 | 82,6   | 1,5  |
|               | Le Parti travailliste perd le siège au profit du Parti libéral. |                               |        |        |      |

| Parti         | Parti                                                           | Candidat                      | Vote   | Vote   | Vote |
| Parti         | Parti                                                           | Candidat                      | Voix   | %      | ±    |
| ------------- | --------------------------------------------------------------- | ----------------------------- | ------ | ------ | ---- |
|               | Parti travailliste                                              | Robert Richards               | 20 584 | 46,4   | 2    |
|               | Parti libéral                                                   | Christmas Price Williams (en) | 13 997 | 31,5   | 24,1 |
|               | Parti unioniste                                                 | Edmund Fleming Bushby         | 9 820  | 22,1   | —    |
| Majorité      | Majorité                                                        | Majorité                      | 6 587  | 14,9   | 3,7  |
| Inscrits      | Inscrits                                                        | Inscrits                      | 52 310 | 100,00 |      |
| Participation | Participation                                                   | Participation                 | 44 401 | 84,9   | 2,3  |
|               | Le Parti libéral perd le siège au profit du Parti travailliste. |                               |        |        |      |